# Ultimo (Marvel Comics)
Ultimo es un personaje robot que aparece en los cómics estadounidenses publicados por Marvel Comics. Una vez estuvo controlado por el Mandarín y ha luchado contra Iron Man varias veces.

## Historial de publicaciones
Ultimo hizo un cameo en Tales of Suspense # 76 (abril de 1966) y su primera aparición completa fue en Tales of Suspense # 77 (mayo de 1966), y fue creado por Stan Lee y Gene Colan.
Comic Book Resources calificó a Ultimo en el puesto número 10 en su lista de "Los 10 gigantes más poderosos de Marvel", refiriéndose a él como "un arma apocalíptica creada por una cultura alienígena destruida hace mucho tiempo".

## Biografía ficticia del personaje

### Origen
Un androide gigante que tiene miles de años de antigüedad, Ultimo fue construido por una especie alienígena que desde entonces ha sido destruida por su propia creación, a la que llamaron "El dispositivo del fin del mundo", aparentemente un instrumento de combate y un arma de destrucción mutua asegurada. Ultimo confirmó que sus "maestros" no lo han contactado en "miles de años".
La primera vez (cronológicamente hablando) aparece en forma impresa, Ultimo ya está viajando por el espacio y ha atacado el planeta Rajak, matando a toda su gente. Los únicos sobrevivientes, un grupo de comerciantes que estaban fuera del planeta en ese momento, intentaron destruirlo, pero tuvieron que huir ante su poder. Al final, lograron atraerlo hacia un cinturón de asteroides, donde tanto él como la nave fueron golpeados por rocas espaciales hasta que fueron desviados y aterrizaron en un planeta desconocido: la Tierra. Esto sucedió alrededor de la década de 1840.

### Primera aparición
El Mandarín primero revela a Ultimo como su "mayor creación"; Cuestiones posteriores sugieren que el Mandarín encontró a Ultimo en un volcán inactivo durante mucho tiempo en las cercanías del "Palacio del Dragón Estelar" en el "Valle de los Espíritus", en algún lugar de la Comunista China, y luego lo reprogramó como sirviente. El Mandarín lo cargó con energía geotérmica dentro de un volcán y le dio su nombre actual. El robot gigante vence a una fuerza de soldados chinos enviados para eliminar al Mandarín y casi destruye a Iron Man, pero regresa al volcán. El volcán ha sido desestabilizado por su actividad y entra en erupción, tragándose al robot entero en una conflagración de lava al rojo vivo. Sin embargo, esto resultó no ser suficiente para destruirlo.
Ultimo es entonces enviado por el Mandarín para ayudar al Láser Viviente que estaba atacando África y luchó contra Thor y Hawkeye después de emerger de un volcán. El pudo separar a Thor de Mjolnir, lo que provocó brevemente que el asgardiano fuera Donald Blake, pero Hawkeye lo distrajo el tiempo suficiente para que Blake se transformara nuevamente en Thor, después de lo cual Ultimo fue arrojado al volcán, que Thor cerró.Ultimo entonces fue enviado por el Mandarín para atacar a Garra Amarilla y Loc Do, y luchó contra Iron Man y Fuego Solar.Ultimo fue el siguiente en ser enviado por el Mandarín a atacar Washington D. C. Ultimo lucha contra Iron Man y el resto de los Vengadores, incluso en el Capitol Mall, antes de finalmente ser arrojado a otro volcán.No se supo de él durante años después de eso, hasta que se revela que es la causa de una serie de temblores de tierra en California. A lo largo de los años, se ha desplazado a lo largo de toda la placa continental, absorbiendo cantidades gigantescas de energía geotérmica y, por lo tanto, "por primera vez en siglos, está completamente cargado". La versión entonces actual de Iron Man (el NTU-150 con control remoto) no demuestra ser rival para Ultimo y es destrozada, y la reacción cibernética al sistema nervioso deja a Tony Stark en coma.

### Ultimo contra la Legión de Hierro
Ultimo luchó contra la "Legión de Hierro", que estaba dirigida por Máquina de Guerra (Jim Rhodes) y que además estaba compuesta por Happy Hogan, Eddie March (con el traje gris original de Iron Man), Bethany Cabe, 
Mike O'Brien (con el traje Silver Centurion de Iron Man) y Carl Walker (con la armadura "clásica" de Iron Man); Tony estaba caído y Rhodes hizo que Abe Zimmer sacara las viejas armaduras de Iron Man del almacenamiento para que volvieran a funcionar nominalmente. Dado que las armaduras de Iron Man no funcionarían ni cerca de su capacidad (habiendo sido almacenadas por razones sentimentales sólo con la idea de no volver a usarse nunca más), Rhodes decidió un cambio de plan contra Ultimo. Mientras Happy lleva a Carl y Eddie al hospital, y Bethany y Mike se dirigen a la ciudad de Futura para iniciar las evacuaciones, Bethany convenció a Rhodes para que les permitiera ganar tiempo juntos contra Ultimo. En ese momento, Tony salió del coma y se puso el nuevo traje Modular Iron Man. Salió para ayudar en la lucha contra Ultimo con un Scanalyzer de espectro completo y un Railgun Launcher. Iron Man eliminó con éxito a Ultimo sin ayuda de nadie, provocando que un rayo golpeara el "sistema nervioso central" del robot. Los escaneos de Iron Man indicaron que Ultimo tiene varios miles de años y que se llevaron al robot para estudiarlo.

### Devastación definitiva
Años más tarde, el robot es propiedad de Stark-Fujikawa, que había comprado la empresa Stark cuando se creía que Tony estaba muerto (después de los acontecimientos de "El Cruce"). Después de realizar una extensa investigación del enorme e inerte robot, los ingenieros de Stark-Fujikawa lograron acceder a sus programas de control, y ahora la compañía tiene la intención de utilizar las enormes reservas de energía almacenadas dentro de Ultimo para proporcionar electricidad barata a todo el oeste de EE. UU.
La nave construida sobre el dispositivo apocalíptico inactivo es atacada por Goldenblade y Sapper (irónicamente, representantes de la condenada raza Rajaki, que buscan robar energía para resucitar a los Rajaki que aún sobreviven como patrones de datos a bordo de la nave estrellada), quienes accidentalmente despiertan a Ultimo, y el robot inmediatamente se propone destruir la nave. Desafortunadamente, la ciudad de Spokane está en su ruta y será destruida a menos que lo detengan. Goldenblade, Sapper, la superheroína Warbird, S.H.I.E.L.D. y el ejército de EE. UU. trabajan juntos con Iron Man para frenar al gigante, mientras Iron Man intenta utilizar los datos que los ingenieros de Stark-Fujikawa lograron obtener para irrumpir en la programación central de Ultimo una vez más. Momentos antes de llegar a la ciudad, Tony logra convencer al robot asesino gigante de ser uno de sus "Maestros" y le ordena que se apague. Luego, Ultimo es desmantelado y sus sistemas "fritos" por la transferencia de sus reservas de energía a la nave Rajaki.

### Iniciativa
Ultimo reapareció, aparentemente completamente restaurado, enfrentándose a los Poderosos Vengadores, el tiempo suficiente para ser desactivado con un solo disparo del Tactigon, un arma de poder desconocido (en ese momento) en manos de una chica llamada Armory.

### Virus Ultimo
Ultimo se convierte en un "virus Ultimo" capaz de otorgar mayor fuerza, velocidad, regeneración y habilidades de explosión óptica a sus víctimas, que incluían a la Dra. Glenda Sandoval (el antiguo interés amoroso de Rhodey) y Ares.Se revela que el virus fue diseñado por el propio Ultimo por Human Engineering Life Laboratories, que actuaba por encargo de la corporación Stark Solutions, que había sido contratada por H.A.M.M.E.R. para estudiar el potencial de Ultimo como arma. Después de haber destruido el cuerpo de Ultimo, Máquina de Guerra se propone destruir el cerebro de Ultimo, que se había dividido en tres unidades discretas almacenadas en lugares separados. Dos de las unidades son destruidas por los aliados de Máquina de Guerra, pero la tercera es ingerida (en forma de líquido cristalino) por el CEO de Stark Solutions, Morgan Stark, quien se transforma en un Ultimo gigante, humanoide (parecido al azogue) y posee el La programación de Doomsday Machine para destruir toda la vida, luchando contra Máquina de Guerra. Sin embargo, el tercer componente de Ultimo se destruye cuando Máquina de Guerra usa la propia tecnología de armas de Ultimo, que se obtuvo cuando el cuerpo del robot fue destruido, contra el robot. Morgan luego se autodestruye, esparciendo el cuerpo líquido de Ultimo por todo el paisaje y fusionándose con la vida vegetal.Ultimo/Morgan planeaba convertir toda la vegetación de la Tierra en metal que asfixiaría toda la vida en dos semanas. Máquina de Guerra vuelve dócil a Ultimo al obligar a Norman Osborn a mostrar recuerdos de los respectivos momentos más felices. Sin embargo, Osborn aprovechó esto para hacerse con Ultimo.Ultimo (después de haber borrado su programación central) se convirtió en una bola flotante gigante de metal líquido que esencialmente esperaba instrucciones. Antes de que Osborn pudiera tomar posesión del robot, Máquina de Guerra interfirió y luego le pidió a Cybermancer Suzi Endo que tomara Ultimo para "levantar" la pizarra en blanco que es ahora, con la esperanza de inculcar otros valores en la inteligencia artificial además del genocidio universal.Pero a petición de Máquina de Guerra, gotas de Ultimo infectaron al infame grupo "Bainesville Ten" para ver grabaciones de cada persona que fue violada, torturada o asesinada por sus propias órdenes.

### Iron Man 2020
Durante el evento "Iron Man 2020", se revela que Ultimo es el gigante que está atacando la isla de Lingares. Su ataque lo pone en conflicto con Force Works y los locales Deathloks.Se reveló que MODOK Superior fue responsable del alboroto de Ultimo y la creación de los Deathloks de Lingares, y manipuló a Force Works para sacar la cabeza de Ultimo para que pudiera tomar el control de su cuerpo y convertirse en Ulti-MODOK. Después de que el barbudo Deathlok fuera decapitado por un agente estadounidense, Máquina de Guerra se convirtió temporalmente en un Deathlok para controlar a los Deathloks restantes y luchar contra Ulti-MODOK. Cuando Quake abrió brevemente un abismo lleno de lava, Ulti-MODOK cayó y los Deathloks lo siguieron.Máquina de Guerra luego modificó a Ultimo y lo piloteó durante la lucha contra la Entidad de Extinción. Resulta que la Entidad de Extinción era solo una simulación y era el resultado de la enfermedad de la que Arno creía haberse curado él mismo.

## Poderes y habilidades
Como construcción artificial gigantesca, Ultimo es increíblemente fuerte y casi indestructible. A pesar de su corpulencia, es muy rápido y puede caminar a unas 100 millas por hora (160 km/h). Puede absorber y almacenar inmensas cantidades de energía térmica. Puede disparar rayos de fuerza conmovedora o rayos capaces de desintegrar la materia de sus ojos, cuyo poder varía según su propio nivel de energía (pero a máxima potencia puede vaporizar fácilmente varias docenas de toneladas de roca en una sola explosión). Con el tiempo, puede aumentar significativamente su tamaño (y presumiblemente su fuerza y durabilidad): cuando apareció por primera vez, medía 25 pies (7,6 m) de altura, pero después de su baño de lava de años de duración debajo de la corteza terrestre, había crecido hasta 60 pies (18 m). Después de que los ingenieros de Stark-Fujikawa accedieron a sus sistemas, lo hicieron crecer hasta "más de cien pies" (se estiró a lo largo de todo el casco de un buque de investigación de tamaño mediano). 
Ultimo también ha demostrado que puede adaptar sus defensas. Si bien una vez fue desactivado por un rayo, esto luego resultó ineficaz. 
Finalmente, parece capaz de repararse a sí mismo incluso cuando está desactivado y completamente desmontado.
Ultimo no tiene capacidad para realizar actividades automotivadas y depende de la programación o de las órdenes de su programador. Ultimo tiene una orden permanente para el uso en combate de sus poderes sobrehumanos o, como se expresó de manera bastante gráfica: "Si se mueve, muere. Si resiste, muere primero".

## Otras versiones
- Existe una versión modificada de Ultimo en la versión de cómic del Universo cinematográfico de Marvel como una creación de Hydra. Esta versión se crea a partir de tecnología que se recuperó de los centinelas destruidos de Ultron después de Avengers: Age of Ultron.[21]

## En otros medios

### Televisión
- Ultimo apareció en la serie The Marvel Super Heroes.
- Ultimo aparece en la serie de 1994 Iron Man episodio "¡Alégrate! Soy Ultimo, Tu Libertador" con la voz de Ed Gilbert. Al descubrirlo sellado en un volcán inactivo en América Latina, el Mandarín y M.O.D.O.K. lo traen a la vida a pesar de las advertencias de Justin Hammer. Termina yendo en un alboroto. Al siguiente a Baja California, Mandarín atribuye con éxito un dispositivo de control en la base del cráneo de Ultimo y lo había atacado Iron Man. Ultimo logró acabar con Iron Man mientras Mandarín le ordena a Ultimo que le traiga a Iron Man. Ultimo luego atacó la gama de pruebas experimentales de la Empresa Stark, donde está el Tiradero de Municiones de Vibranium. Las obras de fuerza dirigidas para mantener a raya a Ultimo de llegar al Tiradero de Municiones de Vibranium a fin de mantener a Ultimo de abrir un agujero en la Tierra, mientras que Siglo localiza a Iron Man. Durante la lucha entre Ultimo con Obras de Fuerza, Máquina de Guerra vuela el dispositivo de control causando que Ultimo quede libre del control del Mandarín. Después de que Iron Man fuese rescatado, se une a la Obras de Fuerza en la lucha contra Ultimo en las Arenas Sagradas que drenan las energías elementales del centro de la Tierra. Iron Man y Bruja Escarlata logran encontrar el interruptor principal de Ultimo en su pecho. Iron Man utiliza una flecha especial que Ojo de Halcón dispara en el portal y se la clava en el pecho conduciéndolo a su desactivación. Ultimo fue trasladado a un laboratorio de seguridad. En "Iron Man, en el interior," vuelve Ultimo bajo el control del Hacker en su plan para vengarse de Industrias Stark por denegar su solicitud de empleo en Ciencias de la Computación de la División seis veces. Ultimo atacó a Tony Stark y Julia Carpenter, en el aeropuerto. Mientras que Iron Man luchaba contra Ultimo en el aeropuerto, Ojo de Halcón se unió a la lucha y terminó herido por escombros que caen de un avión estrellado. Cuando Iron Man utiliza el expansor molecular en el reverso de su contracción en el cuerpo de Ojo de Halcón para obtener un neurochip en su columna vertebral, Hacker controló a Ultimo para utilizar la misma máquina y seguir a Iron Man, mientras que el hacker hackeaba el H.O.M.E.R. para darle a Iron Man mala información. Iron Man logró noquear a Ultimo, sanar a Ojo de Halcón, y salir por su nariz. Cuando Iron Man y Ultimo fueron restaurados a su tamaño normal, Ultimo vino y fue tomada por Ojo de Halcón y Julia Carpenter.
- Ultimo hace un breve cameo en la serie de 1994 Cuatro Fantásticos en realidad aparece en un televisor de Iron Man combatiendo al superhéroe.
- Ultimo aparece en Iron Man: Armored Adventures episodio "El escondite". Es el tercer Guardián de los Anillos Makluan que residen en el Templo del Coraje. Utiliza su poder y fuerza para alimentarse, por ejemplo, cuando Tony utilizó sus repulsores sobre este, haciéndolo más grande. Vino después el que tenía el anillo que estaba custodiando, caminando todo el camino de Groenlandia a la ciudad para conseguirlo. Incluso cuando Tony se dio vuelta prosiguió a atacarlo porque él seguía "teniendo" un arma, es decir, su armadura. Tony es derrotado por apagar el traje de Iron Man, porque eso era lo más valiente que hace. Ultimo luego regresó de nuevo a su forma de estatua.
- Ultimo aparece en The Avengers: Earth's Mightiest Heroes episodio "La Llegada de Iron Man". Él es el "Robot Gigante" que Iron Man combate al comienzo del episodio.
- Ultimo aparece en Avengers: Ultron Revolution.[22] En el episodio, "La Creación del Arma Perfecta". Mientras que en la Base A.I.M. y enfrentado por los Vengadores, el Líder desata a Ultimo sobre ellos mientras él se escapa. Los Vengadores fueron capaces de derrotar a Ultimo por tener a Hawkeye de empatar un extremo de una cuerda a Ultimo y disparar el otro extremo de ella en una flecha disparó hacia una torre eléctrica causando a Ultimo de actuar como un pararrayos.

### Videojuegos
- Ultimo aparece como varias líneas de defensas del Mandarín en Marvel: Ultimate Alliance. También aparece en el disco de simulación de Iron Man. Aparece como un mini jefe en el palacio del Mandarín, aunque se dice que esta versión que es un avanzado "Ultimo Mark 2". También hubo un "Prototipo Ultimo Mark 3s" durante la batalla de jefe contra el Mandarín, bloqueando el teletransportador al Mandarín. La única manera de llegar hasta él es atrayendo uno de sus insectos robóticos de autodestrucción hasta el teletransportador para destruir el último en el otro lado.
- Ultimo aparecen la adaptación en videojuego de Iron Man 2 con la voz de Andrew Chaikin.[23] Esta versión es un traje de batalla de gran usado (y fusionado física y mentalmente) por Kearson DeWitt que está aliado con Ideas Mecánicas Avanzadas que Iron Man finalmente enfrenta a la gigantesca máquina de guerra Ultimo y lo combate, mientras que Iron Man lucha contra el Kearson / Ultimo. Después de quitar los otros reactores arc, Máquina de Guerra y S.H.I.E.L.D. siguen atacando, mientras que Iron Man lucha contra el Kearson / Ultimo. Al final, Ultimo es destruido cuando Nick Fury lo hace chocar contra el Helicarrier de SHIELD.
- Ultimo aparece en la mesa Iron Man de Marvel Pinball como su modo asistente.
- Ultimo aparece como un jefe en Marvel Ultimate Alliance 3: The Black Order, con la voz de Jim Meskimen.[24]Antes del juego, Iron Man derrotó a Ultimo y limpió su mente antes de guardarla en un almacén en Nueva Jersey. En el presente, Ultron usa la Gema de la Mente para poseer a Ultimo y causar estragos en la ciudad de Nueva York hasta que son derrotados por Scott Lang / Giant-Man y Visión.